# Anna Schönberg
Anna Schönberg, född 28 december 1935 i Västra Husby, död 29 januari 2021, var en svensk skådespelare. 
Schönberg var dotter till kantor Yngve Schönberg och konstnären Dagny Schönberg. Hon hade roller i svensk TV på 1960- och 1970-talen och spelade fyra mindre roller på Dramaten 1959–1960.

## Filmografi (urval)
- 1963 – Mordvapen till salu
- 1966 – Hemsöborna (TV)
- 1968 – Rötter (TV)
- 1970 – Röda rummet (TV-serie)
- 1972–1974 – Bröderna Malm (TV-serie)

## Teater

### Roller
| År   | Roll              | Produktion                 | Regi             | Teater   |
| ---- | ----------------- | -------------------------- | ---------------- | -------- |
| 1959 | Trisuzza          | Krukan Luigi Pirandello    | Nils Olsén       | Dramaten |
| 1960 | Övrig medverkande | Hamlet William Shakespeare | Alf Sjöberg      | Dramaten |
| 1960 | Bobo              | Gisslan Brendan Behan      | Per-Axel Branner | Dramaten |